# 2. Armee (Deutsches Kaiserreich)

Flagge eines Stabes des Armeeoberkommandos (1871–1918)

Als 2. Armee / Armeeoberkommando 2 (A.O.K. 2) wurde ein Großverband und die dazugehörige  Kommandobehörde des deutschen Heeres während des Ersten Weltkrieges (1914–1918) bezeichnet. Sie umfasste mehrere Armee- oder Reserve-Korps sowie zahlreiche Spezialtruppen.

## Geschichte

Beabsichtigte Stoßrichtungen der 1.–5. Armee nach dem Schlieffen-Plan 1914

Als am 2. August 1914 im Deutschen Kaiserreich die Mobilmachung erfolgte wurden aus den acht vorhandenen Armee-Inspektionen acht Armeen gebildet. Aus der III. Armee-Inspektion entstand in Hannover die 2. Armee, deren Verbände sich im Raum südlich Aachen versammelten. Oberbefehlshaber des Armeeoberkommandos 2 wurde Generaloberst Karl von Bülow. Die Armee umfasste im August 1914 folgende Korpsverbände:
- VII. Armee-Korps
- X. Armee-Korps
- VII. Reserve-Korps
- X. Reserve-Korps
- Gardekorps
- Garde-Reserve-Korps

Die 2. Armee marschierte gemäß dem Schlieffen-Plan als Teil des deutschen rechten Heeresflügels in Belgien ein, wobei dem Armeeoberkommando 2 zur besseren Koordinierung auch der Befehl über die 1. Armee übertragen wurde. Allerdings kam es deshalb lediglich zu Reibereien mit dieser Kommandobehörde. Zwischen dem 22. und 24. August 1914 hatten beide Großverbände die Schlachten bei Mons und Namur zu bestehen. Ende August siegte die 2. Armee in der Schlacht bei St. Quentin und war vom 5. bis 9. September maßgeblich an der Schlacht an der Marne beteiligt. Nach der Schlacht an der Aisne erstarrte die Front im Stellungskrieg. Das Hauptquartier des Armeeoberkommandos befand sich vom 10. Oktober 1914 bis zum 20. März 1917 in Saint-Quentin und anschließend bis zum 27. März 1918 in Le Cateau.
Am 1. Juli 1916 begannen die britischen Truppen ihre lange vorbereitete Offensive gegen die 2. Armee (→ Schlacht an der Somme). Nach einigen Erfolgen der britischen Verbände entschloss sich die Oberste Heeresleitung zu einer Umstrukturierung in diesem Kampfabschnitt. Am 19. Juli 1916 teilte sie die deutschen Truppen im betreffenden Bereich. Alle Kräfte nördlich der Somme wurden als neue 1. Armee zusammengefasst und blieben dem bisherigen Armeeoberkommando 2 unterstellt. Dieses wurde nach wie vor von General von Below befehligt, aber nunmehr in Armeeoberkommando 1 umbenannt. Die deutschen Truppen südlich der Somme kamen als 2. Armee unter den Befehl eines neuen Armeeoberkommandos unter General von Gallwitz und dessen Generalstabschef Oberst Bronsart von Schellendorf.

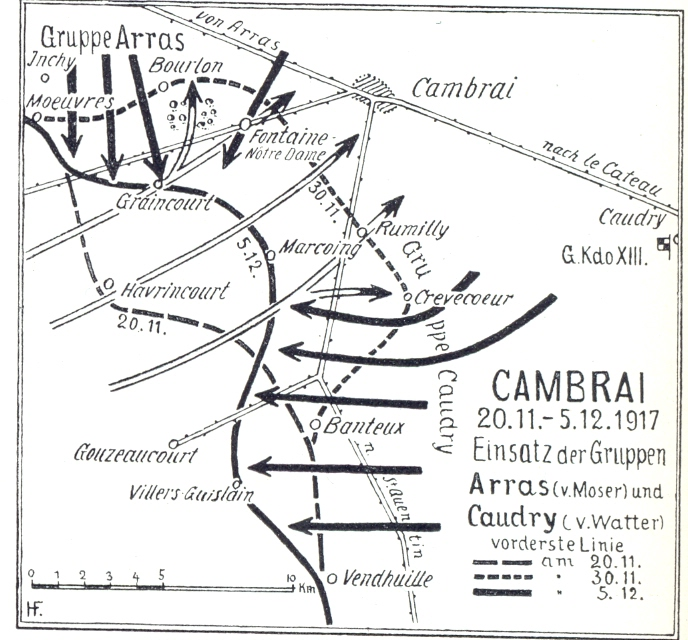
Der Gegenangriff der 2. Armee bei Cambrai am 30. November 1917

Anfang 1917 nahm die Armee am Rückzug auf die Siegfriedstellung (→ Unternehmen Alberich) teil und hielt nach Verlegung des AOK 1 etwa die Front östlich Arras – Queant (mit dem XIV. Reserve-Korps) – Bellicourt – St. Quentin (mit dem IX. Armee-Korps). Am 20. November 1917 stand der rechte Flügel der 2. Armee während der Tankschlacht von Cambrai im Hauptangriffsfeld der britischen 3. Armee. Das XIV. Reserve-Korps verlor einiges an Gelände, konnte sich aber im westlichen Vorfeld von Cambrai halten. General von der Marwitz führte ab 30. November einen Gegenangriff durch: Die Gruppe Arras griff zwischen Moeuvres und Bourlon an, die Gruppe Caudry (XIII. Armee-Korps) und Busigny (XXIII. Reserve-Korps) führten südlicher Ablenkungsangriffe bei Marcoing über Banteux bis Vendhuille.  Den südlichen Gruppen gelang es auf einer Breite von rund 16 Kilometern acht Kilometer weit vorzustoßen. Die Gruppe Arras die später angetreten war, hatte weniger Erfolg, ihr gelang es bis zum 6. Dezember 1917 auf einer Breite von zehn Kilometern vier Kilometer weit vorzustoßen.
Während der deutschen „Michael“-Offensive bildete die 2. Armee die mittlere der drei Angriffsarmeen im Raum Cambrai, am 21. März 1918 waren dem AOK 2 unterstellt:
- XXXIX. Reserve-Korps (Gruppe Staabs)
- XIII. Armee-Korps (Gruppe Watter)
- XXIII. Reserve-Korps (Gruppe Kathen)
- XIV. Armee-Korps (Gruppe Gontard)
- Generalkommando 51 (Gruppe Hofacker)

Der Durchbruch im Sommegebiet erreichte bis Anfang April den Raum Amiens, wo die Front wieder zum Stehen kam. Die englisch-französische Gegenoffensive in der Schlacht bei Amiens am 8. August 1918 brachte der 2. Armee schwere Verluste und leitete bis zum Kriegsende andauernde Rückzugskämpfe ein.